# Istanu
Istanu – w mitologii hetyckiej bóg-słońce. 
Atrybutem Istanu była skrzydlata tarcza słoneczna. Na czterokonnym rydwanie codziennie pojawiał się na niebie. Jako wszechwiedzący był najwyższym sędzią i gwarantem umów.